# Hymenocallis eucharidifolia
Hymenocallis eucharidifolia är en amaryllisväxtart som beskrevs av John Gilbert Baker. Hymenocallis eucharidifolia ingår i släktet Hymenocallis och familjen amaryllisväxter. Inga underarter finns listade i Catalogue of Life.